# 解振华
解振华（1949年11月—），天津人。曾任中国气候变化事务特使（正部长级）。中国共产党第十五届、第十七届中央纪律检查委员会委员，第十八届中央委员。

## 生平
1969年11月加入中国共产党。1977年本科毕业于清华大学工程物理系，1991年获武汉大学环境法硕士学位。历任国家建设委员会机关团委书记；城乡建设环境保护部环境保护局助理工程师、工程师、人事处处长兼放射性环境管理处处长；国家环境保护局行政体制与人事司司长、副局长、党组书记、局长等职。1998年3月任国家环境保护总局局长，2005年12月因松花江污染事件引咎辞职。2006年12月复出，任国家发展和改革委员会副主任兼直属机关党委书记（正部长级）。2015年2月，不再担任国家发展和改革委员会副主任，转任全国政协第十二届全国委员会委员、全国政协人口资源环境委员会副主任。2021年2月，解振华被任命为中国气候变化事务特使。2024年1月12日，75岁的解振华由于身体原因，经中央批准，卸任中国气候变化事务特使，由前外交部副部长刘振民接任。

## 简历
- 1968.10——1973.09，黑龙江生产建设兵团黑河地区德都县二龙山农场一师六团插队落户，政治处干事
- 1973.09——1977.01，清华大学工程物理系学习
- 1977.01——1980.05，清华大学核能物理所助教，清华大学二分校团委书记
- 1980.05——1982.05，国家建委机关团委书记
- 1982.05——1985.01，城乡建设环境保护部环境保护局助理工程师、工程师、人事处处长兼放射性环境管理处处长
- 1985.01——1990.05，国家环境保护局行政体制与人事司司长、局直属机关党委副书记
- 1990.05——1993.05，国家环境保护局副局长、党组成员兼直属机关党委书记（其间1991年获武汉大学环境法硕士学位）
- 1993.05——1993.06，国家环境保护局党组书记、副局长
- 1993.06——1998.03，国家环境保护局局长、党组书记，国务院环委会副主任兼秘书长
- 1998.03——2005.12，国家环境保护总局局长、党组书记
- 2005.12——2006.12，因发生在吉林和黑龙江两省的松花江污染事件而引咎辞职，待职
- 2006.12——2015.02，国家发展和改革委员会党组成员、副主任兼直属机关党委书记（正部长级）
- 2015.02——2018.03，全国政协第十二届全国委员会委员、全国政协人口资源环境委员会副主任
- 2021.02——2024.01，中国气候变化事务特使。
- 中共十五、十六、十七、十八大代表，中共十五、十七届中央纪律检查委员会委员，中共十六、十八届中央委员。

## 荣誉
曾荣获联合国环境保护最高奖"联合国环境署笹川环境奖"、全球环境基金"全球环境领导奖"、世界银行"绿色环境特别奖"、全球节能联盟"节能增效突出贡献奖"；并获诺贝尔可持续发展基金会首届“可持续发展特别贡献奖”。解振华亦被聘为中国环境科学学会第四届理事会理事长、五、六届理事会理事长、名誉理事长。

### 外国勋章奖章
- 一等扎耶德二世勋章（阿联酋，2024年11月30日颁发[7]）